# Темиарский язык
Темиарский язык или темиар (Northern Sakai, Pie, Seroq, Temer) — аслийский (мон-кхмерский) язык, на котором говорят темиарский народ на западе Малайзии. Темиарцы являются одним из крупнейших аслийских народов, но неизвестно, сколько их говорит на своём языке.
У темиарского языка есть несколько диалектов: грик, кендеронг, кенеринг, ланох-кобак, по-кло (сакай-букит диалекта темонгох), сакай диалекта плус-корбу, сунгай-пиах, танджонг-рамбутан, тембе (темби), улу-кинта (кинта-сакай).

## Фонология
Темиарцы не имеют письменного языка, и поэтому он был необходим для разработки системы правописания. Это объясняется ниже. В целом, система, которая здесь используется, похожа на одну из романизированный малайский, но некоторые дополнительные символы не нужно было использовать. Определённо говоря, гласные взяты из итальянского языка, а согласные из английского.
Ударение в темиарском языке почти всегда на последнем слоге, поэтому, возможно, не пришлось указывать как-то иначе. Это ударение сильно произносится и это даётся темиарцам со своим типическим «нелепым» качеством:
Ish-haTOP AshUU nam-CHAQ kaYU.
Ударение в предложении выше падает на слоги в заглавных буквах. Также нужно заметить, что подготовка гласных или согласных в этой системе указывает долготу.
A — как русское а.
Ä — открытый звук, произносится как немецкое ä.
E — похож на малайский звук ě.
EE — долгий e.
I — как русское и.
O — похож на русское о.
Ö — произносится как немецкое ö.
U — похож на русское у.
Буквы c, f, z не используются.
J — всегда произносится как дж.
G — как русское г.
Y — как русское й.
R — произносится как английское r.
Ch — как русское ч.
Sh — как русское ш.
Kh — как русское х.
Ny — один звук, который произносится как во французском слове singer.
Dy — один звук, компонент y имеет звук [j] как в слове yard.
Q — всегда указывает гортанную остановку, независимо от того, находится ли звук в середине или в конце слова.